# Штойрер, Хуго
Хуго Штойрер (нем. Hugo Steurer; 13 ноября 1914, Мюнхен — 2004) — немецкий пианист и музыкальный педагог.
Дебютировал на концертной сцене в 1934 году, быстро завоевав репутацию заметного специалиста по исполнению сочинений Людвига ван Бетховена. В 1950—60-е годы осуществил значительное количество записей, преимущественно классического репертуара: сонаты и концерты Бетховена, Моцарта, фортепианные пьесы и песни Франца Шуберта. В 1967 г. гастролировал по Латинской Америке с Георгом Шмидом, их дуэт был оценен Х. Х. Штукеншмидтом как «безупречный по технике и духу» (нем. technisch und geistig makellos).
В 1953—1958 годах преподавал в Лейпцигской высшей школе музыки, затем до 1981 года — в Мюнхенской высшей школе музыки; из учеников Штойрера наиболее известен Герхард Опиц. Редактировал несколько изданий фортепианных сочинений Бетховена и Иоганна Себастьяна Баха.